# Lijst van voetbalinterlands Tanzania - Zambia
Deze lijst van voetbalinterlands is een overzicht van alle officiële voetbalwedstrijden tussen de nationale teams van Tanzania en Zambia. De landen hebben tot op heden 29 keer tegen elkaar gespeeld. De eerste ontmoeting, een vriendschappelijke wedstrijd, was op 8 juli 1967 in Dar es Salaam. Het laatste duel, een kwalificatiewedstrijd voor het Wereldkampioenschap voetbal 2026, werd gespeeld in Ndola op 11 juni 2024.

## Wedstrijden
| №  | Plaats        | Datum             | Competitie                           | Wedstrijd         | Uitslag |
| -- | ------------- | ----------------- | ------------------------------------ | ----------------- | ------- |
| 1  | Dar es Salaam | 8 juli 1967       | Vriendschappelijk                    | Tanzania − Zambia | 2 − 1   |
| 2  | Dar es Salaam | 15 oktober 1970   | Afrika Cup 1972 kwalificatie         | Tanzania − Zambia | 1 − 1   |
| 3  | Lusaka        | 1 november 1970   | Afrika Cup 1972 kwalificatie         | Zambia − Tanzania | 5 − 1   |
| 4  | Dar es Salaam | 2 november 1974   | CECAFA Cup 1974                      | Tanzania − Zambia | 1 − 0   |
| 5  | Nairobi       | 3 december 1977   | CECAFA Cup 1977                      | Zambia − Tanzania | 4 − 2   |
| 6  | Dar es Salaam | 28 oktober 1979   | Afrika Cup 1980 kwalificatie         | Tanzania − Zambia | 1 − 0   |
| 7  | Nairobi       | 6 november 1979   | CECAFA Cup 1979                      | Zambia − Tanzania | 2 − 2   |
| 8  | Lusaka        | 11 november 1979  | Afrika Cup 1980 kwalificatie         | Zambia − Tanzania | 1 − 1   |
| 9  | Salisbury     | 20 april 1980     | Vriendschappelijk                    | Zambia − Tanzania | 2 − 0   |
| 10 | Dodoma        | 24 november 1981  | CECAFA Cup 1981                      | Tanzania − Zambia | 2 − 1   |
| 11 | Kampala       | 5 december 1984   | CECAFA Cup 1984                      | Tanzania − Zambia | 1 − 2   |
| 12 | Lusaka        | 11 oktober 1992   | WK 1994 kwalificatie                 | Zambia − Tanzania | 2 − 0   |
| 13 | Mwanza        | 23 november 1992  | CECAFA Cup 1992                      | Tanzania − Zambia | 1 − 2   |
| 14 | Mwanza        | 16 januari 1993   | WK 1994 kwalificatie                 | Tanzania − Zambia | 1 − 3   |
| 15 | Lusaka        | 19 mei 1996       | Vriendschappelijk                    | Zambia − Tanzania | 1 − 0   |
| 16 | Kitwe         | 21 mei 1996       | Vriendschappelijk                    | Zambia − Tanzania | 0 − 0   |
| 17 | Arusha        | 5 juli 1997       | COSAFA Cup 1997                      | Tanzania − Zambia | 2 − 2   |
| 18 | Dar es Salaam | 27 september 1997 | Vriendschappelijk                    | Tanzania - Zambia | 0 – 0   |
| 19 | Dar es Salaam | 29 maart 2003     | Afrika Cup 2004 kwalificatie         | Tanzania − Zambia | 0 − 1   |
| 20 | Lusaka        | 7 juni 2003       | Afrika Cup 2004 kwalificatie         | Zambia − Tanzania | 2 − 0   |
| 21 | Morogoro      | 9 juni 2007       | Vriendschappelijk                    | Tanzania − Zambia | 1 − 1   |
| 22 | Dar es Salaam | 21 november 2007  | Vriendschappelijk                    | Tanzania − Zambia | 1 − 0   |
| 23 | Dar es Salaam | 27 november 2010  | CECAFA Cup 2010                      | Tanzania − Zambia | 0 − 1   |
| 24 | Machakos      | 28 november 2013  | CECAFA Cup 2013                      | Tanzania − Zambia | 1 − 1   |
| 25 | Nairobi       | 12 december 2013  | CECAFA Cup 2013                      | Tanzania − Zambia | 1 − 1   |
| 26 | Saulspoort    | 5 juli 2017       | COSAFA Cup 2017                      | Zambia − Tanzania | 4 − 2   |
| 27 | Douala        | 19 januari 2021   | African Championship of Nations 2020 | Zambia − Tanzania | 2 − 0   |
| 28 | San-Pédro     | 21 januari 2024   | Afrika Cup 2023                      | Zambia − Tanzania | 1 − 1   |
| 29 | Ndola         | 11 juni 2024      | WK 2026 kwalificatie                 | Zambia − Tanzania | 0 − 1   |

## Samenvatting
| Competitie                      | Totaal gespeeld | Winst Tanzania | Gelijk | Winst Zambia | Doelsaldo Tanzania – Zambia |
| ------------------------------- | --------------- | -------------- | ------ | ------------ | --------------------------- |
| WK-kwalificatie                 | 3               | 1              | 0      | 2            | 2 − 5                       |
| Afrika Cup                      | 1               | 0              | 1      | 0            | 1 − 1                       |
| Afrika Cup-kwalificatie         | 6               | 1              | 2      | 3            | 4 − 10                      |
| African Championship of Nations | 1               | 0              | 0      | 1            | 0 − 2                       |
| CECAFA Cup                      | 9               | 2              | 3      | 4            | 11 − 14                     |
| COSAFA Cup                      | 2               | 0              | 1      | 1            | 4 − 6                       |
| Vriendschappelijk               | 7               | 2              | 3      | 2            | 4 − 5                       |
| Totaal                          | 29              | 6              | 10     | 13           | 26 − 43                     |

FAT · A-internationals · Olympische elftal · Vrouwenelftal
Algerije ·
Angola ·
Benin ·
Botswana ·
Brazilië ·
Bulgarije ·
Burkina Faso ·
Burundi ·
Centraal-Afrikaanse Republiek ·
China ·
Congo-Brazzaville ·
Congo-Kinshasa ·
Djibouti ·
Egypte ·
Equatoriaal-Guinea ·
Eritrea ·
Ethiopië ·
Gabon ·
Gambia ·
Ghana ·
Guinee ·
Indonesië ·
Ivoorkust ·
Jemen ·
Kaapverdië ·
Kameroen ·
Kenia ·
Lesotho ·
Liberia ·
Libië ·
Madagaskar ·
Malawi ·
Marokko ·
Mauritanië ·
Mauritius ·
Mongolië ·
Mozambique ·
Namibië ·
Nieuw-Zeeland ·
Niger ·
Nigeria ·
Oeganda ·
Palestina ·
Rwanda ·
Saoedi-Arabië ·
Senegal ·
Seychellen ·
Soedan ·
Somalië ·
Swaziland ·
Togo ·
Tsjaad ·
Tunesië ·
Zambia ·
Zimbabwe ·
Zuid-Afrika
FAZ · 
A-internationals · 
Selecties · 
Statistieken · 
Zambiaans vrouwenelftal · 
Olympisch elftal · 
Zambia U21 · 
Zambia U20 · 
Zambia U18 · 
Zambia U17
1964 – 1979 ·
1980 – 1989 ·
1990 – 1999 ·
2000 – 2009 ·
2010 – 2019 ·
2020 − 2029
1964 ·
1965 ·
1966 ·
1967 ·
1968 ·
1969 ·
1970 ·
1971 ·
1972 ·
1973 ·
1974 ·
1975 ·
1976 ·
1977 ·
1978 ·
1979 ·
1980 ·
1981 ·
1982 ·
1983 ·
1984 ·
1985 ·
1986 ·
1987 ·
1988 ·
1989 ·
1990 ·
1991 ·
1992 ·
1993 ·
1994 ·
1995 ·
1996 ·
1997 ·
1998 ·
1999 ·
2000 ·
2001 ·
2002 ·
2003 ·
2004 ·
2005 ·
2006 ·
2007 ·
2008 ·
2009 ·
2010 ·
2011 ·
2012 ·
2013 ·
2014 ·
2015 ·
2016 ·
2017 ·
2018 ·
2019 ·
2020 ·
2021 ·
2022
Algerije · 
Angola ·
België ·
Benin ·
Botswana ·
Brazilië ·
Burkina Faso ·
Burundi ·
Chili ·
China ·
Comoren ·
Congo-Brazzaville ·
Congo-Kinshasa ·
Djibouti ·
Ecuador ·
Egypte ·
Equatoriaal-Guinea ·
Ethiopië ·
Gabon ·
Gambia ·
Ghana ·
Guinee ·
Guinee-Bissau ·
Honduras ·
India ·
Irak ·
Iran ·
Israël ·
Ivoorkust ·
Jamaica ·
Japan ·
Jemen ·
Jordanië ·
Kaapverdië ·
Kameroen ·
Kenia ·
Koeweit ·
Lesotho ·
Liberia ·
Libië ·
Madagaskar ·
Malawi ·
Mali ·
Marokko ·
Mauritanië ·
Mauritius ·
Mozambique ·
Namibië ·
Niger ·
Nigeria ·
Noord-Korea ·
Oeganda ·
Oman ·
Rwanda ·
Saoedi-Arabië ·
Senegal ·
Seychellen ·
Sierra Leone ·
Soedan ·
Somalië ·
Swaziland ·
Tanzania ·
Togo ·
Tsjaad ·
Tunesië ·
Zimbabwe ·
Zuid-Afrika ·
Zuid-Korea
Ivoorkust (2012)